# 2003-as jégkorong-világbajnokság
A 2003-as jégkorong-világbajnokság a 67. világbajnokság volt, amelyet a Nemzetközi Jégkorongszövetség szervezett. A vb-ken a csapatok négy szinten vettek részt. A világbajnokságok végeredményei alapján alakult ki a 2004-es jégkorong-világbajnokság főcsoportjának illetve divízióinak mezőnye.

## Főcsoport
A főcsoport világbajnokságát 16 csapat részvételével április 26. és május 11. között rendezték Finnországban.
- Kanada – Világbajnok
- Svédország
- Szlovákia
- Csehország
- Finnország
- Németország
- Oroszország
- Svájc
- Lettország
- Ukrajna
- Dánia
- Ausztria
- Egyesült Államok
- Fehéroroszország – Kiesett a divízió I-be
- Szlovénia – Kiesett a divízió I-be
- Japán*

* – Japán 2003 szeptemberében egy távol-keleti selejtezőt játszott Dél-Koreával, amelyet megnyert, így Japán bentmaradt a főcsoportban.

## Divízió I
A divízió I-es jégkorong-világbajnokság A csoportját Budapesten, Magyarországon április 15. és 21. között, a B csoportját Zágrábban, Horvátországban április 13. és 20. között rendezték.
| A csoport - Kazahsztán – Feljutott a főcsoportba - Lengyelország - Magyarország - Hollandia - Románia - Litvánia – Kiesett a divízió II-be | B csoport - Franciaország – Feljutott a főcsoportba - Norvégia - Észtország - Olaszország - Nagy-Britannia - Horvátország – Kiesett a divízió II-be |

## Divízió II
A divízió II-es jégkorong-világbajnokság A csoportját Szöulban, Dél-Koreában április 5. és 12. között, a B csoportját Szófiábanban, Bulgáriában március 24. és 30. között rendezték.
| A csoport - Dél-Korea – Feljutott a divízió I-be - Jugoszlávia - Spanyolország - Ausztrália - Dél-afrikai Köztársaság - Mexikó – Kiesett a divízió III-ba | B csoport - Belgium – Feljutott a divízió I-be - Kína - Bulgária - Észak-Korea - Izrael - Izland – Kiesett a divízió III-ba |

## Divízió III
A divízió III-as jégkorong-világbajnokságot Aucklandban, Új-Zélandon rendezték április 3. és 6. között.
- Új-Zéland – Feljutott a divízió II-be
- Luxemburg – Feljutott a divízió II-be
- Törökország